# Championnat des États-Unis de saut à ski
Cette page recense les podiums des championnats des États-Unis de saut à ski. 

## Résultats

### Masculin
| Année       | Lieu              | Tremplin                                         | Vainqueur                       | Deuxième         | Troisième          |
| ----------- | ----------------- | ------------------------------------------------ | ------------------------------- | ---------------- | ------------------ |
| 1904        | Ishpeming         | Suicide Hill (K90)                               | Conrad Thompson                 |                  |                    |
| 1905        | Ishpeming         | Suicide Hill (K90)                               | Ole Westgaard                   |                  |                    |
| 1906        | Ishpeming         | Suicide Hill (K90)                               | Ole Feiring                     |                  |                    |
| 1907        | Ashland           |                                                  | Olaf Jonnum                     |                  |                    |
| 1908        | Eau Claire        | Silver Mine Hill (K85)                           | John Evenson                    |                  |                    |
| 1909        | Duluth            | Chester Bowl Park (K88)                          | John Evenson                    |                  |                    |
| 1910        | Coleraine         | Ole Mangseth Memorial Ski Jump (K70)             | Anders Haugen                   |                  |                    |
| 1911        | Chippewa Falls    | Chippewa Falls Ski Jump (K40)                    | Francis Kempe                   |                  |                    |
| 1912        | Fox River Grove   | Cary Hill (K70)                                  | Lars Haugen                     |                  |                    |
| 1913        | Ironwood          | Wolverine Hill (K66)                             | Ragnar Omtvedt                  |                  |                    |
| 1914        | Virginia          |                                                  | Ragnar Omtvedt                  |                  |                    |
| 1915        | Duluth            | Chester Bowl Park (K88)                          | Lars Haugen                     |                  |                    |
| 1916        | Glenwood          |                                                  | Henry Hall                      |                  |                    |
| 1917        | St. Paul          | Battle Creek Ski Jump (K55)                      | Ragnar Omtvedt                  |                  |                    |
| 1918        | Fox River Grove   | Cary Hill (K70)                                  | Lars Haugen                     |                  |                    |
| 1919        | Chippewa Falls    | Chippewa Falls Ski Jump (K40)                    | annulé                          | annulé           | annulé             |
| 1920        | Chippewa Falls    | Chippewa Falls Ski Jump (K40)                    | Anders Haugen                   |                  |                    |
| 1921        | Genesee Mountain  |                                                  | Karl Hovelsen                   |                  |                    |
| 1922        | Fox River Grove   | Cary Hill (K70)                                  | Lars Haugen                     |                  |                    |
| 1923        | Minneapolis       | Wirth Park Ski Jump (K30)                        | Anders Haugen                   |                  |                    |
| 1924        | Brattleboro       | Harris Hill (K88)                                | Lars Haugen                     |                  |                    |
| 1925        | Canton            | Canton Ski Hill (K50)                            | Alfred Ohrn                     |                  |                    |
| 1926        | Duluth            | Chester Bowl Park (K88)                          | Anders Haugen                   |                  |                    |
| 1927        | Steamboat Springs | Howelsen Hill (K114)                             | Lars Haugen                     |                  |                    |
| 1928        | Red Wing          | Mt Charlson Ski Jump (K50)                       | Lars Haugen                     |                  |                    |
| 1929        | Brattleboro       | Harris Hill (K88)                                | Strand Mikkelsen                |                  |                    |
| 1930        | Canton            | Canton Ski Hill (K50)                            | Caspar Oimoen                   |                  |                    |
| 1931        | Fox River Grove   | Cary Hill (K70)                                  | Caspar Oimoen                   |                  |                    |
| 1932        | Tahoe City        | Olympic Hill (K60)                               | Anton Lekang                    |                  |                    |
| 1933        | Salisbury         | John Satre Hill (K65)                            | Roy Mikkelsen                   |                  |                    |
| 1934        | Fox River Grove   | Cary Hill (K70)                                  | Caspar Oimoen                   |                  |                    |
| 1935        | Canton            | Canton Ski Hill (K50)                            | Roy Mikkelsen                   |                  |                    |
| 1936        | Red Wing          | Mt Charlson Ski Jump (K50)                       | George Kotlarek                 |                  |                    |
| 1937        | Salt Lake City    | Ecker Hill (K80)                                 | Sigmund Ruud                    |                  |                    |
| 1938        | Brattleboro       | Harris Hill (K88)                                | Sig Ulland Birger Ruud          |                  |                    |
| 1939        | St. Paul          | Battle Creek Ski Jump (K55)                      | Reidar Andersen                 |                  |                    |
| 1940        | Berlin            | Big Nansen Ski Jump (K82)                        | Alf Engen                       |                  |                    |
| 1941        | Snoqualmie Pass   | Milwaukee Road Ski Bowl Jump (K90)               | Torger Tokle (no)               |                  |                    |
| 1942        | Duluth            | Chester Bowl Park (K88)                          | Ola Gert Aanjesen (no)          |                  |                    |
| 1943        |                   |                                                  | non disputé                     | non disputé      | non disputé        |
| 1944        |                   |                                                  | non disputé                     | non disputé      | non disputé        |
| 1945        |                   |                                                  | non disputé                     | non disputé      | non disputé        |
| 1946        | Steamboat Springs | Howelsen Hill (K114)                             | Ola Gert Aanjesen (no)          |                  |                    |
| 1947        | Ishpeming         | Suicide Hill (K90)                               | Arnholdt Kongsgård              |                  |                    |
| 1948        | Snoqualmie Pass   | Milwaukee Road Ski Bowl Jump (K90)               | Arne Ulland                     |                  |                    |
| 1949        | Salt Lake City    | Ecker Hill (K80)                                 | Petter Hugsted                  |                  |                    |
| 1950        | Duluth            | Chester Bowl Park (K88)                          | Olavi Kuronen                   |                  |                    |
| 1951        | Brattleboro       | Harris Hill (K88)                                | Arthur Tokle                    |                  |                    |
| 1952        | Salisbury         | John Satre Hill (K65)                            | Clarence Hill                   |                  |                    |
| 1953        | Steamboat Springs | Howelsen Hill (K114)                             | Arthur Tokle                    |                  |                    |
| 1954        | Ishpeming         | Suicide Hill (K90)                               | Roy Sherwood                    |                  |                    |
| 1955        | Leavenworth       | Bakke Hill (K100)                                | Rudy Maki                       |                  |                    |
| 1956        | Westby            | Snowflake (K100)                                 | Keith Zuehlke                   |                  |                    |
| 1957        | Berlin            | Big Nansen Ski Jump (K82)                        | Ansten Samuelstuen              |                  |                    |
| 1958        | Iron Mountain     | Pine Mountain Jump (K120)                        | Billy Olson                     |                  |                    |
| 1959        | Leavenworth       | Bakke Hill (K100)                                | Willie Erikson                  |                  |                    |
| 1960        | Iron Mountain     | Pine Mountain Jump (K120)                        | James Brennan                   |                  |                    |
| 1961        | Brattleboro       | Harris Hill (K88)                                | Ansten Samuelstuen              |                  |                    |
| 1962        | Fox River Grove   | Cary Hill (K70)                                  | Ansten Samuelstuen              |                  |                    |
| 1963        | Steamboat Springs | Howelsen Hill                                    | Gene Kotlarek                   |                  |                    |
| 1964        | Ishpeming         | Suicide Hill (K90)                               | John Balfanz                    |                  |                    |
| 1965        | Berlin            | Big Nansen Ski Jump (K82)                        | Dave Hicks                      |                  |                    |
| 1966        | Iron Mountain     | Pine Mountain Jump                               | Gene Kotlarek                   |                  |                    |
| 1967        | Leavenworth       | Bakke Hill (K100)                                | Gene Kotlarek                   |                  |                    |
| 1968        | Westby            | Snowflake (K100)                                 | Jay Martin                      |                  |                    |
| 1969        | Brattleboro       | Harris Hill (K88)                                | Adrian Watt                     |                  |                    |
| 1970        | Eau Claire        | Silver Mine Hill (K85)                           | Bill Bakke                      |                  | Greg Swor          |
| 1971        |                   |                                                  | Jerry Martin (en)               |                  |                    |
| 1972        | Berlin            | Big Nansen Ski Jump (K82)                        | Greg Swor                       |                  |                    |
| 1973        | Ishpeming         | Suicide Hill (K90)                               | Jerry Martin (en)               |                  |                    |
| 1974        | Leavenworth       | Bakke Hill (K100)                                | Ron Steele                      |                  |                    |
| 1975        | Brattleboro       | Harris Hill (K88)                                | Jerry Martin (en)               |                  |                    |
| 1976        | Squaw Valley      | Papoose Peak Jumps (K80)                         | Jim Denney                      |                  |                    |
| 1977        | Gilford           | Torger Tokle Memorial Ski Jump (K87)             | Jim Denney                      |                  |                    |
| 1978        | Leavenworth       | Bakke Hill (K100)                                | Mike Devecka                    |                  |                    |
| 1979        | Ishpeming         | Suicide Hill (K90)                               | Jeff Davis (en)                 |                  |                    |
| 1980        | Eau Claire        | Silver Mine Hill (K85)                           | Walter Malmquist                |                  |                    |
| 1981        | Steamboat Springs | Howelsen Hill (K90)                              | Horst Bulau                     |                  |                    |
| 1981        | Steamboat Springs | Howelsen Hill (K114)                             | Horst Bulau                     |                  |                    |
| 1982        | Lake Placid       | Centre de saut à ski MacKenzie Intervale (K90)   | Reed Zuehlke                    |                  |                    |
| 1982        | Lake Placid       | Centre de saut à ski MacKenzie Intervale (K120)  | Jeff Hastings                   |                  |                    |
| 1983        | Eau Claire        | Silver Mine Hill (K85)                           | Mark Konopacke                  |                  |                    |
| 1983        | Westby            | Snowflake (K106)                                 | Jeff Hastings                   |                  |                    |
| 1984        | Steamboat Springs | Howelsen Hill (K90)                              | Jeff Hastings                   |                  |                    |
| 1984        | Steamboat Springs | Howelsen Hill (K114)                             | Jeff Hastings                   |                  |                    |
| 1985        | Gilford           | Torger Tokle Memorial Ski Jump (K87)             | Chris Hastings                  |                  |                    |
| 1986        | Steamboat Springs | Howelsen Hill (K90)                              | Rick Mewborn                    |                  |                    |
| 1986        | Steamboat Springs | Howelsen Hill (K114)                             | Mike Holland                    |                  |                    |
| 1987        | Ishpeming         | Suicide Hill (K90)                               | Chris Hastings                  |                  |                    |
| 1987        | Steamboat Springs | Howelsen Hill (K114)                             | Mike Holland                    |                  |                    |
| 1988        | Steamboat Springs | Howelsen Hill (K90)                              | Mark Konopacke                  |                  |                    |
| 1988        | Steamboat Springs | Howelsen Hill (K114)                             | Mike Holland                    |                  |                    |
| 1989        | Lake Placid       | Centre de saut à ski MacKenzie Intervale (K90)   | Mike Holland                    |                  |                    |
| 1989        | Lake Placid       | MacKenzie Intervale Ski Jumping Complex (K114)   | Mike Holland                    |                  |                    |
| 1990        | Eau Claire        | Silver Mine Hill (K85)                           | Jim Holland (de)                |                  |                    |
| 1990        | Westby            | Snowflake (K106)                                 | Jim Holland (de)                |                  |                    |
| 1991        | Steamboat Springs | Howelsen Hill (K90)                              | Jim Holland (de) Mark Konopacke |                  |                    |
| 1991        | Steamboat Springs | Howelsen Hill (K114)                             | Ryan Heckman                    |                  |                    |
| 1992        | Brattleboro       | Harris Hill (K88)                                | Jim Holland (de)                |                  |                    |
| 1992        | Lake Placid       | Centre de saut à ski MacKenzie Intervale (K120)  | Jim Holland (de)                |                  |                    |
| 1993        | Westby            | Snowflake (K106)                                 | Jim Holland (de)                |                  |                    |
| 1994        | Steamboat Springs | Howelsen Hill (K90)                              | Randy Weber (de)                |                  |                    |
| 1994        | Steamboat Springs | Howelsen Hill (K114)                             | Todd Lodwick                    |                  |                    |
| 1995        | Park City         | Utah Olympic Park Jumps (K90)                    | Randy Weber (de)                |                  |                    |
| 1996        | Lake Placid       | Centre de saut à ski MacKenzie Intervale (K90)   | Randy Weber (de)                |                  |                    |
| 1996        | Lake Placid       | Centre de saut à ski MacKenzie Intervale (K120)  | Randy Weber (de)                |                  |                    |
| 1997        | Westby            | Snowflake (K106)                                 | Casey Colby                     |                  |                    |
| 1998        | Steamboat Springs | Howelsen Hill (K90)                              | Randy Weber (de)                |                  |                    |
| 1998        | Steamboat Springs | Howelsen Hill (K114)                             | Todd Lodwick                    |                  |                    |
| 1999        | Lake Placid       | Centre de saut à ski MacKenzie Intervale (K90)   | Todd Lodwick                    |                  |                    |
| 1999        | Lake Placid       | Centre de saut à ski MacKenzie Intervale (K120)  | Alan Alborn                     |                  |                    |
| 2000        | Steamboat Springs | Howelsen Hill (K90)                              | Brendan Doran                   |                  |                    |
| 2000        | Steamboat Springs | Howelsen Hill (K114)                             | Clint Jones                     |                  |                    |
| 2001        | Park City         | Utah Olympic Park Jumps (K90)                    | Alan Alborn                     |                  |                    |
| 2001        | Park City         | Utah Olympic Park Jumps (K120)                   | Bill Demong                     |                  |                    |
| 2002        | Steamboat Springs | Howelsen Hill (K90)                              | Alan Alborn                     |                  |                    |
| 2002        | Steamboat Springs | Howelsen Hill (K114)                             | Alan Alborn                     |                  |                    |
| 2003        | Steamboat Springs | Howelsen Hill (K90)                              | Alan Alborn                     |                  |                    |
| 2003        | Steamboat Springs | Howelsen Hill (HS127)                            | Johnny Spillane                 |                  |                    |
| 2004        | Steamboat Springs | Howelsen Hill (HS100)                            | Todd Lodwick                    |                  |                    |
| 2004        | Steamboat Springs | Howelsen Hill (HS127)                            | Todd Lodwick                    |                  |                    |
| 2005        | Steamboat Springs | Howelsen Hill (HS100)                            | Todd Lodwick                    |                  |                    |
| 2005        | Steamboat Springs | Howelsen Hill (HS127)                            | Todd Lodwick                    |                  |                    |
| 2006        | Steamboat Springs | Howelsen Hill (HS100)                            | Todd Lodwick                    |                  |                    |
| 2006        | Steamboat Springs | Howelsen Hill (HS127)                            | Clint Jones                     |                  |                    |
| 2007        | Steamboat Springs | Howelsen Hill (HS100)                            | Bill Demong                     |                  |                    |
| 2007        | Steamboat Springs | Howelsen Hill (HS127)                            | Bill Demong                     |                  |                    |
| 2008        | Park City         | Utah Olympic Park Jumps (HS100)                  | Johnny Spillane                 |                  |                    |
| 2008        | Park City         | Utah Olympic Park Jumps (HS134)                  | Anders Johnson                  |                  | Nicholas Alexander |
| 2009        | Park City         | Utah Olympic Park Jumps (HS100)                  | Anders Johnson                  |                  |                    |
| 2009        | Park City         | Utah Olympic Park Jumps (HS134)                  | Nicholas Alexander              |                  |                    |
| 2010        |                   |                                                  | non disputé                     | non disputé      | non disputé        |
| 2011        | Park City         | Utah Olympic Park Jumps (HS100)                  | Peter Frenette                  |                  | Anders Johnson     |
| 2011        | Park City         | Utah Olympic Park Jumps (HS134)                  | Peter Frenette                  |                  | Anders Johnson     |
| 2012        | Fox River Grove   | Cary Hill (K70)                                  | Anders Johnson                  |                  |                    |
| 2012        | Park City         | Utah Olympic Park Jumps (HS134)                  | Peter Frenette                  |                  |                    |
| Sommer 2012 | Park City         | Utah Olympic Park Jumps (HS100)                  | Anders Johnson                  | Nicholas Fairall |                    |
| Sommer 2012 | Park City         | Utah Olympic Park Jumps (HS134)                  | Anders Johnson Peter Frenette   |                  |                    |
| 2013        | Park City         | Utah Olympic Park Jumps (HS100)                  | Nicholas Fairall                |                  |                    |
| 2014        | Lake Placid       | Centre de saut à ski MacKenzie Intervale (HS100) | Nicholas Alexander              | Nicholas Fairall | Anders Johnson     |
| 2015,       | Park City         | Utah Olympic Park Jumps (HS134)                  | William Rhoads                  | Kevin Bickner    | Christian Friberg  |
| 2015,       | Lake Placid       | Centre de saut à ski MacKenzie Intervale (HS100) | Michael Glasder                 | Kevin Bickner    | Nick Mattoon       |

### Féminin
| Année    | Lieu              | Tremplin                                         | Vainqueure        | Deuxième            | Troisième      |
| -------- | ----------------- | ------------------------------------------------ | ----------------- | ------------------- | -------------- |
| 1999     | Lake Placid       | Centre de saut à ski MacKenzie Intervale (HS100) | Lindsey Van       |                     |                |
| 2001     | Lake Placid       | Centre de saut à ski MacKenzie Intervale (HS100) | Lindsey Van       |                     |                |
| 2002     | Steamboat Springs | Howelsen Hill (K70)                              | Jessica Jerome    | Lindsey Van         |                |
| 2004     | Steamboat Springs | Howelsen Hill (K70)                              | Lindsey Van       | Jessica Jerome      |                |
| 2009     | Lake Placid       | Centre de saut à ski MacKenzie Intervale (HS100) | Jessica Jerome    |                     |                |
| 2011     | Fox River Grove   | Cary Hill (K70)                                  | Sarah Hendrickson |                     |                |
| 2012     | Park City         | Utah Olympic Park Jumps (HS100)                  | Jessica Jerome    |                     |                |
| 2012     | Park City         | Utah Olympic Park Jumps (HS134)                  | Jessica Jerome    |                     |                |
| Été 2013 | Park City         | Utah Olympic Park Jumps (HS134)                  | Sarah Hendrickson |                     |                |
| 2014     | Lake Placid       | Centre de saut à ski MacKenzie Intervale (HS100) | Lindsey Van       | Jessica Jerome      | Alissa Johnson |
| 2015,    | Park City         | Utah Olympic Park Jumps (HS134)                  | Nina Lussi        | Tara Geraghty-Moats | Abby Hughes    |
| 2015,    | Lake Placid       | Centre de saut à ski MacKenzie Intervale (HS100) | Nita Englund      | Abby Hughes         | Nina Lussi     |

## Championnats régionaux
Des championnats régionaux sont disputés. Ils sont au nombre de 6 : Central Division, East Division, Rocky Mountains, Nord-Ouest Pacifique, Inter Mountain et le Californie/Far West. À partir de 1960, seuls deux championnats subsistent, celui de Central Division et celui des Rocky Mountains.